# Фрасинет (Клуж)
Фрасинет (рум. Frăsinet) насеље је у Румунији у округу Клуж у општини Бајишоара. Oпштина се налази на надморској висини од 903 m.

## Становништво
Према подацима из 2002. године у насељу је живело 50 становника, од којих су сви румунске националности.